# Aron Eli Coleite
Aron Eli Coleite, född 12 oktober 1974 i Los Angeles i Kalifornien, är en amerikansk TV-producent och manusförfattare. Han är bland annat känd för att ha producerat serien Daybreak för Netflix.